# Fuzhou (Jiangxi)
Fuzhou (cinese: 抚州; pinyin: Fǔzhōu) è una città-prefettura della Cina nella provincia dello Jiangxi. Seconda città più grande della provincia con 1.644.084 abitanti (2.200.000 abitanti l'area metropolitana), è un grosso centro industriale del distretto ed uno dei più famosi della Cina ed è importante per la fabbrica della Fiat cinese.

## Suddivisioni amministrative
- Distretto di Linchuan
- Distretto di Dongxiang
- Contea di Nanfeng
- Contea di Le'an
- Contea di Jinxi
- Contea di Nancheng
- Contea di Zixi
- Contea di Yihuang
- Contea di Guangchang
- Contea di Lichuan
- Contea di Chongren